# New York City Breakers
New York City Breakers ist eine Breakdance-Gruppe, die Anfang der 1980er Jahre in New York gegründet wurde.
Die Gründung wurde inspiriert durch einen Battle im Lincoln Center zwischen der Rock Steady Crew und den Dynamic Rockers, der in den Medien Aufmerksamkeit erregte. Im Jahre 1982 bekam die Crew das Angebot, gegen die Rock Steady Crew in einem von Michael Holman geleiteten Club aufzutreten.
Zu diesem Zeitpunkt nannten sich die New York City Breakers noch Floormasters Crew. Nach diesem Auftritt wurde Holman ihr Manager, die Crew nannte sich seitdem
The New York City Breakers.
Schon 1983 traten die New York City Breakers auf einer großen Firmenfeier für die Brokerfirma Merrill Lynch auf. Die Crew wurde im 1984 von Holman produzierten und moderierten
Hip-Hop-Fernsehpiloten Graffiti Rock vorgestellt. Der Pilot lief auf einem lokalen New Yorker Sender und war auf Hip-Hop-Kultur ausgerichtet. Hier traten auch Shannon und Run-D.M.C. auf. Im Juni 1984 versammelten sich 6.000 Menschen auf dem Boston City Hall Plaza, um eine Performance der New York City Breakers zu sehen.
Die New York City Breakers gehörten zu den Hauptdarstellern im Hip-Hop-Film Beat Street. Als ein Höhepunkt der Popularität der Crew kann der Auftritt bei der Eröffnung der Olympischen Spiele 1984 vor Ronald Reagan gelten.
In der Mitte der 1980er Jahre traten die New York City Breakers im Vatikan und vor Norwegens Königspaar auf.
Auftritte der New York City Breakers und der Rock Steady Crew in westdeutschen Fernsehsendungen sorgten für hohe mediale Präsenz von Breakdance. Die Faszination wurde in West- und Ostdeutschland bei Jugendlichen geweckt und wirkt bis in die Gegenwart.
Um 2010 waren noch einige Mitglieder der Crew aktiv und traten gelegentlich auf.